# Baltische Fußballmeisterschaft 1921/22
Die baltische Fußballmeisterschaft 1921/22 des Baltischen Rasen- und Wintersport-Verbandes gewann der VfB Königsberg durch Beschluss des Baltischen Rasen- und Wintersport-Verbandes. In dem abschließenden Rundenturnier waren der VfB Königsberg, sowie der Stettiner FC Titania, punktgleich, so dass ein Entscheidungsspiel zwischen beiden Vereinen nötig wurde. Dieses Spiel gewann der VfB Königsberg mit 1:0. Stettin legte jedoch erfolgreich Protest ein, das Spiel musste wiederholt werden. Dieses Spiel gewann der Stettiner FC Titania und durfte somit an der deutschen Fußballmeisterschaft 1921/22 teilnehmen. Gegen die Wertung des Wiederholungsspiel protestierte nun der VfB Königsberg. Der Baltische Rasen- und Wintersport-Verband gab Königsberg später recht und wertete das erste Entscheidungsspiel als maßgebend für die baltische Meisterschaft. Somit errang Königsberg den Meistertitel, für eine Teilnahme an der deutschen Meisterschaft war es aber, wie im letzten Jahr, bereits zu spät. Bei der deutschen Fußballmeisterschaft schied Titania Stettin bereits im Viertelfinale nach einer 0:5-Niederlage gegen den Hamburger SV aus.

## Modus und Übersicht
Die Vereine im Baltische Rasen- und Wintersport-Verband waren in der Saison 1921/22 erneut in drei Kreise eingeteilt, die Kreismeister qualifizierten sich für die Endrunde um die baltische Fußballmeisterschaft. In Ostpreußen und Pommern gab es  mehrere Bezirksklassen, deren Sieger in einer Endrunde den jeweiligen Kreismeister ausspielten.
| Kreis      | Kreismeister            |
| ---------- | ----------------------- |
| Ostpreußen | VfB Königsberg          |
| Danzig     | SV Schutzpolizei Danzig |
| Pommern    | Stettiner FC Titania    |

## Kreis I Ostpreußen
In Ostpreußen wurde in dieser Spielzeit in sieben regionalen Bezirksligen gespielt. Die Sieger dieser Ligen trafen dann in der ostpreußischen Endrunde aufeinander.

### Bezirk I Königsberg
| Pl. | Verein                               | Sp. | S  | U | N  | Tore    | Quote | Punkte |
| --- | ------------------------------------ | --- | -- | - | -- | ------- | ----- | ------ |
| 1.  | VfB Königsberg (BM) (M)              | 12  | 10 | 1 | 1  | 032:600 | 5,33  | 21:30  |
| 2.  | Concordia Königsberg                 | 12  | 8  | 0 | 4  | 015:180 | 0,83  | 16:80  |
| 3.  | SV Prussia-Samland Königsberg        | 12  | 6  | 1 | 5  | 020:170 | 1,18  | 13:11  |
| 4.  | SV Rasensport-Preußen Königsberg     | 12  | 5  | 2 | 5  | 022:170 | 1,29  | 12:12  |
| 5.  | SpVgg ASCO Königsberg                | 12  | 5  | 2 | 5  | 014:170 | 0,82  | 12:12  |
| 6.  | MTV Ponarth (N)                      | 12  | 2  | 2 | 8  | 013:240 | 0,54  | 06:18  |
| 7.  | SV Prussia-Samland Königsberg Ib (N) | 12  | 2  | 0 | 10 | 014:310 | 0,45  | 04:20  |

| (BM) | baltischer Titelverteidiger       |
| (M)  | Titelverteidiger Kreis Ostpreußen |
| (N)  | Aufsteiger                        |

### Bezirk II Tilsit-Memel
Aus dem Bezirk II Tilsit-Memel ist aktuell nur der Sieger, SC Lituania Tilsit, überliefert.

### Bezirk III Insterburg-Gumbinnen
| Pl. | Verein                |
| --- | --------------------- |
| 1.  | SC Preußen Insterburg |
| 2.  | SV Insterburg         |
| 3.  | FC Preußen Gumbinnen  |
| 4.  | SV Stallupönen        |

### Bezirk IV Südostpreußen
| Pl. | Verein                   |
| --- | ------------------------ |
| 1.  | VfB Osterode             |
| 2.  | SV Viktoria Allenstein   |
| 3.  | SV Hindenburg Allenstein |

### Bezirk V Masuren
Aus dem Bezirk V Masuren wurde kein Teilnehmer gemeldet.

### Bezirk VI Ostpreußen West
Im Bezirk V Ostpreußen West wurde eine Frühjahrs- und eine Herbstrunde gespielt. Sieger der Frühjahrsrunde ist der Seminar SV Braunsberg, weitere Teilnehmer sind nicht überliefert. Die Herbstrunde wurde in den zwei Staffeln Marienwerder/Marienburg und Elbing ausgetragen. Die Staffel Marienwerder/Marienburg gewann der SV Marienwerder vor dem Marienburger SV 05. Die Staffel Elbing gewann der SV Viktoria Elbing vor dem Elbinger SV und dem RSV Heiligenbeil.

### Bezirk VII Ostpreußen Mitte
| Pl. | Verein            |
| --- | ----------------- |
| 1.  | VfB Gerdauen      |
| 2.  | SV 1919 Angerburg |
| 3.  | SSV Angerburg     |
| 4.  | Rastenburger SV   |
| 5.  | SV Korschen       |

### Endrunde um die ostpreußische Meisterschaft
Qualifiziert für die diesjährige ostpreußische Endrunde waren die Sieger der sechs Bezirke (aus dem Bezirk V wurde kein Verein gemeldet). Gespielt wurde im K.-o.-System.
Vorrunde:
|                                                                                     | Ergebnis |                                                                                  |
| ----------------------------------------------------------------------------------- | -------- | -------------------------------------------------------------------------------- |
| SC Preußen Insterburg (Sieger Bezirk III Insterburg-Gumbinnen)                      | 2:8      | SC Lituania Tilsit (Sieger Bezirk II Tilsit-Memel)                               |
| SV Marienwerder (Sieger Herbstrunde Bezirk VI Ostpreußen-West Staffel Marienwerder) | 2:3      | Seminar SV Braunsberg (Sieger Frühjahrsrunde Bezirk VI Ostpreußen-West)          |
| VfB Königsberg (Sieger Bezirk I Königsberg)                                         | 3:2      | SV Viktoria Elbing (Sieger Herbstrunde Bezirk VI Ostpreußen-West Staffel Elbing) |
| VfB Osterode (Sieger Bezirk IV Südostpreußen) hatte ein Freilos.                    |          |                                                                                  |

Halbfinale
|                    | Ergebnis |                       |
| ------------------ | -------- | --------------------- |
| VfB Königsberg     | 14:00    | Seminar SV Braunsberg |
| SC Lituania Tilsit | 8:1      | VfB Osterode          |

Finale
|                | Ergebnis |                    |
| -------------- | -------- | ------------------ |
| VfB Königsberg | 3:2 a    | SC Lituania Tilsit |
| VfB Königsberg | 4:2      | SC Lituania Tilsit |

## Kreis II Danzig
In Danzig wurde erneut in einer eingleisigen Liga gespielt. Die Abschlusstabelle ist nicht überliefert, in der unten stehende Tabelle vom DFSF sind nicht alle Spiele berücksichtigt.
| Pl. | Verein                      | Sp. | Punkte |
| --- | --------------------------- | --- | ------ |
| 1.  | VfL Danzig                  | 10  | 12:80  |
| 2.  | SV Schutzpolizei Danzig (N) | 8   | 11:50  |
| 3.  | Danziger SC                 | 8   | 11:50  |
| 4.  | SV Ostmark Danzig           | 9   | 10:80  |
| 5.  | TuFC Preußen Danzig (M)     | 7   | 07:70  |
| 6.  | RSV Hansa Danzig            | 10  | 01:19  |

| (M) | Titelverteidiger Kreis Danzig |
| (N) | Aufsteiger                    |

## Kreis III Pommern
Der Kreis Pommern war in dieser Spielzeit erneut in sechs Bezirken eingeteilt, die Bezirkssieger spielten in der pommerschen Fußballendrunde den Kreismeister Pommerns aus.

### Bezirk I Stolp/Lauenburg
Aus dem Bezirk I Stolp/Lauenburg ist nur der Sieger, SV Sturm Lauenburg, überliefert.

### Bezirk II Kolberg/Köslin
Aus dem Bezirk II Kolberg/Köslin ist nur der Sieger, SV 1910 Kolberg, überliefert.

### Bezirk III Stettin
| Pl. | Verein               | Sp. | S  | U | N  | Tore    | Quote | Punkte |
| --- | -------------------- | --- | -- | - | -- | ------- | ----- | ------ |
| 1.  | Stettiner FC Titania | 12  | 10 | 2 | 0  | 040:800 | 5,00  | 22:20  |
| 2.  | Stettiner SC (M)     | 12  | 8  | 1 | 3  | 023:800 | 2,88  | 17:70  |
| 3.  | SC Preußen Stettin   | 12  | 7  | 1 | 4  | 019:100 | 1,90  | 15:90  |
| 4.  | Stettiner TV         | 12  | 4  | 2 | 6  | 016:180 | 0,89  | 10:14  |
| 5.  | SC Blücher Stettin   | 12  | 4  | 1 | 7  | 015:190 | 0,79  | 09:15  |
| 6.  | VfB Stettin          | 12  | 3  | 1 | 8  | 010:350 | 0,29  | 07:17  |
| 7.  | Stettiner SVgg 1905  | 12  | 2  | 0 | 10 | 013:380 | 0,34  | 04:20  |

| (M) | Titelverteidiger Kreis Pommern |

Aufstiegsspiel:
|                 | Ergebnis |                          | Ort     |
| --------------- | -------- | ------------------------ | ------- |
| BC 1919 Stettin | 2:0      | FC Borussia 1920 Stettin | Stettin |

### Bezirk IV Gollnow/Pyritz
Zur kommenden Spielzeit erhielt der Bereich Gollnow einen eigenen Bezirk (Bezirk VII). Aus dieser Spielzeit ist nur der Sieger SC Viktoria Stargard überliefert.

### Bezirk V Schneidemühl
| Pl. | Verein                   |
| --- | ------------------------ |
| 1.  | FC Viktoria Schneidemühl |
| 2.  | FC Hertha Schneidemühl   |
| 3.  | FC Erika Schneidemühl    |
| 4.  | FC Germania Schneidemühl |
| 5.  | SV Deutsch Krone         |
| 6.  | SV Helias Schönlanke     |

### Bezirk VI Uckermark
Aus dem Bezirk VI Uckermark ist nur der Sieger, SC Vorwärts Löcknitz, überliefert.

### Endrunde um die pommersche Meisterschaft
Die qualifizierten Mannschaften trafen im K.-o.-System aufeinander, um den pommerschen Fußballmeister zu ermitteln.
Vorrunde
|                                                      | Ergebnis |                                                         |
| ---------------------------------------------------- | -------- | ------------------------------------------------------- |
| SV Sturm Lauenburg (Sieger Bezirk I Stolp-Lauenburg) | 1:2      | FC Viktoria Schneidemühl (Sieger Bezirk V Schneidemühl) |
| Stettiner FC Titania (Sieger Bezirk III Stettin)     | 4:0      | SV 1910 Kolberg (Sieger Bezirk II Kolberg-Köslin)       |
| SV Vorwärts Löcknitz (Sieger Bezirk VI Uckermark)    | 2:2      | SC Viktoria Stargard (Sieger Bezirk IV Gollnow/Pyritz)  |

Wiederholungsspiel
|                                                   | Ergebnis |                                                        |
| ------------------------------------------------- | -------- | ------------------------------------------------------ |
| SV Vorwärts Löcknitz (Sieger Bezirk VI Uckermark) | 0:4      | SC Viktoria Stargard (Sieger Bezirk IV Gollnow/Pyritz) |

Halbfinale
|                                             | Ergebnis |                      |
| ------------------------------------------- | -------- | -------------------- |
| Stettiner FC Titania                        | 8:3      | SC Viktoria Stargard |
| FC Viktoria Schneidemühl hatte ein Freilos. |          |                      |

Finale
|                      | Ergebnis |                          |
| -------------------- | -------- | ------------------------ |
| Stettiner FC Titania | 7:0      | FC Viktoria Schneidemühl |

## Endrunde um die baltische Fußballmeisterschaft
Die Endrunde um die baltische Fußballmeisterschaft wurde in der Saison 1922/23 im Rundenturnier als Einfachrunde ausgetragen. Qualifiziert waren die drei Kreismeister. Der VfB Königsberg gewann seinen fünften Meistertitel des Baltischen Rasen- und Wintersportverbandes. Da der Stettiner FC Titania und der VfB Königsberg nach Abschluss des Turniers punktgleich waren, war ein Entscheidungsspiel nötig. Dieses gewannen die Königsberger mit 1:0. Stettin legte jedoch gegen dieses Spiel Protest ein, so dass ein Wiederholungsspiel stattfinden musste. In diesem setzten sich diesmal die Stettiner mit 3:0 durch. Dagegen wiederum protestierte der VfB Königsberg, auf Grund der mangelnden Zeit durfte dennoch der Stettiner FC Titania an der deutschen Fußballmeisterschaft 1920/21 teilnehmen. Der Baltische Rasen- und Wintersport-Verband gab später dem Protest von Königsberg recht und beschloss, dass das erste Entscheidungsspiel, welches die Königsberger gewinnen konnten, zählt und Königsberg somit Baltischer Meister wurde.

### Kreuztabelle
| 1922                    | VfB Königsberg | Stettiner FC Titania | SV Schutzpolizei Danzig |
| ----------------------- | -------------- | -------------------- | ----------------------- |
| VfB Königsberg          |                | 1:1                  | 6:2                     |
| Stettiner FC Titania    |                |                      | 4:0                     |
| SV Schutzpolizei Danzig |                |                      |                         |

### Abschlusstabelle
| Pl. | Verein                                           | Sp. | S | U | N | Tore    | Quote | Punkte |
| --- | ------------------------------------------------ | --- | - | - | - | ------- | ----- | ------ |
| 1.  | VfB Königsberg (Sieger Kreis I Ostpreußen)       | 2   | 1 | 1 | 0 | 005:100 | 5,00  | 03:10  |
| 2.  | Stettiner FC Titania (Sieger Kreis III Pommern)  | 2   | 1 | 1 | 0 | 007:300 | 2,33  | 03:10  |
| 3.  | SV Schutzpolizei Danzig (Sieger Kreis II Danzig) | 2   | 0 | 0 | 2 | 002:100 | 0,20  | 0:40   |

Entscheidungsspiel um Platz 1:

Da beide Vereine punktgleich waren, wurde ein Entscheidungsspiel einberufen, welches Königsberg gewann. Titania Stettin legte jedoch Protest ein, da der in der 89. Minute gegebene Elfmeter ihrer Meinung nach unberechtigt war. Dem Protest wurde stattgegeben und das Spiel wurde erneut angesetzt.
| Datum          |                | Ergebnis |                      | Ort    |
| -------------- | -------------- | -------- | -------------------- | ------ |
| 20. April 1922 | VfB Königsberg | 1:0      | Stettiner FC Titania | Danzig |

Wiederholungsspiel:

Das Wiederholungsspiel konnte nun der Stettiner FC Titania gewinnen und durfte somit an der deutschen Fußballmeisterschaft teilnehmen. Gegen dieses Spiel legte nun jedoch Königsberg Protest ein. Der Verband gab dem Protest statt und beschloss, dass das erste Entscheidungsspiel nun doch zählte. Dadurch wurde der VfB Königsberg doch noch baltischer Fußballmeister, für eine Teilnahme an der deutschen Fußballmeisterschaft war es aber zu spät, an dieser nahm Stettin teil.
| Datum        |                | Ergebnis |                      | Ort        |
| ------------ | -------------- | -------- | -------------------- | ---------- |
| 15. Mai 1922 | VfB Königsberg | 0:3      | Stettiner FC Titania | Königsberg |